# Heloscorpio sutcliffei
Heloscorpionidae, Heloscorpio
Famille
Genre
Espèce
Synonymes
- Geralinura sutcliffei Woodward, 1907

Heloscorpio sutcliffei, unique représentant du genre Heloscorpio et  de la famille des Heloscorpionidae, est une espèce fossile de scorpions.

## Distribution
Cette espèce a été découverte à Sparth Bottoms en Angleterre. Elle date du Carbonifère.

## Systématique et taxinomie
Cette espèce a été décrite sous le protonyme Geralinura sutcliffei par Woodward en 1907. Elle est placée dans le genre Heloscorpio par Kjellesvig-Waering en 1986.

## Étymologie
Cette espèce est nommée en l'honneur de William Henry Sutcliffe.

## Publications originales
- Woodward, 1907 : « Further notes on the Arthropoda of the British Coal-Measures. » Geological Magazine, Decade V, vol. 4, p. 539-549 (texte intégral).
- Kjellesvig-Waering, 1986 : « A restudy of the fossil Scorpionida of the world. » Palaeontographica Americana, vol. 55, p. 5-287.